# Skate America 1994
Navigation
Édition précédente Édition suivante
Le Skate America est une compétition internationale de patinage artistique qui se déroule aux États-Unis au cours de l'automne. Il accueille des patineurs amateurs de niveau senior dans quatre catégories: simple messieurs, simple dames, couple artistique et danse sur glace.
Le treizième Skate America est organisé du 27 au 31 octobre 1994 à la Civic Arena de Pittsburgh en Pennsylvanie.

## Résultats

### Messieurs
| Rang | Nom                    | Pays       | Points | Prog. court | Prog. libre |
| ---- | ---------------------- | ---------- | ------ | ----------- | ----------- |
| 1    | Todd Eldredge          | États-Unis | 1.5    | 1           | 1           |
| 2    | Philippe Candeloro     | France     | 3.0    | 2           | 2           |
| 3    | Éric Millot            | France     | 5.5    | 5           | 3           |
| 4    | Oleg Tataurov          | Russie     | 6.5    | 3           | 5           |
| 5    | Vyacheslav Zahorodnyuk | Ukraine    | 7.0    | 6           | 4           |
| 6    | Aren Nielsen           | États-Unis | 9.0    | 4           | 7           |
| 7    | Michael Shmerkin       | Israël     | 10.0   | 8           | 6           |
| 8    | Ronny Winkler          | Allemagne  | 11.5   | 7           | 8           |
| 9    | Marcus Christensen     | Canada     | 13.5   | 9           | 9           |

### Dames
| Rang | Nom                | Pays       | Points | Prog. court | Prog. libre |
| ---- | ------------------ | ---------- | ------ | ----------- | ----------- |
| 1    | Surya Bonaly       | France     | 2.5    | 3           | 1           |
| 2    | Michelle Kwan      | États-Unis | 3.0    | 2           | 2           |
| 3    | Irina Sloutskaïa   | Russie     | 3.5    | 1           | 3           |
| 4    | Marina Kielmann    | Allemagne  | 6.0    | 4           | 4           |
| 5    | Ludmilla Ivanova   | Russie     | 7.5    | 5           | 5           |
| 6    | Marie-Pierre Leray | France     | 9.5    | 7           | 6           |
| 7    | Nicole Bobek       | États-Unis | 10.0   | 6           | 7           |
| 8    | Angela Derochie    | Canada     | 12.0   | 8           | 8           |

### Couples
| Rang | Nom                                       | Pays               | Points | Prog. court | Prog. libre |
| ---- | ----------------------------------------- | ------------------ | ------ | ----------- | ----------- |
| 1    | Marina Eltsova / Andrei Bushkov           | Russie             | 1.5    | 1           | 1           |
| 2    | Evgenia Shishkova / Vadim Naumov          | Russie             | 3.5    | 3           | 2           |
| 3    | Radka Kovaříková / René Novotný           | République tchèque | 4.0    | 2           | 3           |
| 4    | Elena Berejnaïa / Oleg Shliakhov          | Lettonie           | 6.0    | 4           | 4           |
| 5    | Kyoko Ina / Jason Dungjen                 | États-Unis         | 8.0    | 6           | 5           |
| 6    | Stephanie Stiegler / Lance Travis         | États-Unis         | 9.5    | 7           | 6           |
| 7    | Elena Belousovskaya / Sergei Potalov      | Ukraine            | 9.5    | 5           | 7           |
| 8    | Michelle Menzies / Jean-Michel Bombardier | Canada             | 12.0   | 8           | 8           |

### Danse sur glace
| Rang | Nom                                       | Pays       | Points | Danse imposée | Danse originale | Danse libre |
| ---- | ----------------------------------------- | ---------- | ------ | ------------- | --------------- | ----------- |
| 1    | Elizabeth Punsalan / Jerod Swallow        | États-Unis | 2.0    | 1             | 1               | 1           |
| 2    | Marina Anissina / Gwendal Peizerat        | France     | 4.0    | 2             | 2               | 2           |
| 3    | Elizaveta Stekolnikova / Dmitri Kazarlyga | Kazakhstan | 6.0    | 3             | 3               | 3           |
| 4    | Kati Winkler / René Lohse                 | Allemagne  | 8.0    | 4             | 4               | 4           |
| 5    | Agnès Jacquemard / Alexis Gayet           | France     | 10.0   | 5             | 5               | 5           |
| 6    | Amy Webster / Ron Kravette                | États-Unis | 13.0   | 6             | 6               | 7           |
| 7    | Olga Mudrak / Vitaliy Baranov             | Ukraine    | 13.4   | 8             | 7               | 6           |
| 8    | Marie-France Dubreuil / Tomas Morbacher   | Canada     | 15.6   | 7             | 8               | 8           |

## Source
- Patinage Magazine N°45 (Décembre 1994-Janvier/Février 1995)